# Meister der Heiligenmartyrien
Als Meister der Heiligenmartyrien wird ein spätgotischer Maler bezeichnet, der gegen Ende des 15. Jahrhunderts in Österreich in Wien tätig war. Der namentlich nicht bekannte Meister erhielt seinen Notnamen nach zwei von ihm geschaffenen Tafelbildern, die die Martyrien des seligen Thiemo von Salzburg und eines heiligen Bischofs, vermutlich des Erasmus von Antiochia darstellen. Der Meister hatte die heute in der Österreichischen Galerie Belvedere zu findenden Bilder um 1495 vermutlich für Stift Klosterneuburg geschaffen. Sie waren wohl Teil eines Altares, zu dem auch ein drittes erhaltenes Bild gezählt wird, das den Markgraf Leopold III. und die Gründungslegende des Stifts Klosterneuburg zeigt. 
Der Meister der Heiligenmartyrien steht in der Nachfolge des Meisters des Wiener Schottenaltars und gilt als Vorläufer der so genannten Donauschule. 

## Werke
Vom Meister der Heiligenmartyrien sind in der Österreichischen Galerie Belvedere erhalten:
- Martyrium des sel. Thiemo (Vorderseite); Drei kniende Stifterinnen (Rückseite)[1]
- Martyrium des hl. Erasmus[1]
- Der hl. Leopold und die Erbauung von Stift Klosterneuburg[1]

Dem Meister werden weiter noch Tafelbilder in Klosterneuburg, Seitenstetten und Wiener Neustadt zugeschrieben.